# أولاد يحيى الحاجر
قرية أولاد يحيى الحاجر هي إحدى القرى التابعة لمركز دار السلام بمحافظة سوهاج في جمهورية مصر العربية. حسب إحصاءات سنة 2006، بلغ إجمالي السكان في أولاد يحيى الحاجر 12963 نسمة، منهم 6766 رجل و6197 امرأة.